# Joely Fisher
Pour les articles homonymes, voir Fisher.
Joely Fisher, est une actrice et chanteuse américaine née le 29 octobre 1967 à Burbank, en Californie, aux États-Unis.

## Biographie

### Débuts
Joely Fisher est née le 29 octobre 1967 à Burbank, en Californie, aux États-Unis.

### Famille
Ses parents sont l'acteur Eddie Fisher et l'actrice Connie Stevens ; elle est la sœur de Tricia Leigh Fisher, la demi-sœur de Carrie Fisher et la tante de Billie Lourd. Son père Eddie était un père absent, alcoolique et un toxicomane, et sa mère, Connie, a eu de nombreux hommes dans sa vie, Joely Fisher a été très jalouse et a eu des problèmes de poids pendant de nombreuses années.
Joely Fisher a la comédie dans le sang, et fait dès l'âge de 7 ans son apparition dans un petit show de Las Vegas. Elle voyage dans le monde avec sa mère et sœur jusqu'à ce qu'elle entre au lycée de Beverly Hills où elle expérimente alcool, drogues et tabac. Pendant le lycée elle est employée dans un salon de crème glacée en tant que réceptionniste. 
Après le lycée, elle va à l'Université de Paris pendant un semestre, suivi du Emerson College mais l'a quitté avant d'obtenir un diplôme. Après une thérapie Joely perd du poids et rétablit des contacts avec son père. 

### Carrière
En 1986, Joely Fisher a eu son premier rôle à l'écran dans le film Pretty Smart. En 1994, sa carrière prend une nouvelle dimension en jouant dans le film La Petite Star. Avec la série télévisée Ellen, Joely Fisher se fait un nom.

## Filmographie

### Cinéma
- 1987 : Pretty Smart : Averil
- 1994 : La Petite Star (I'll Do Anything) : Female D Person
- 1994 : The Mask : Maggie
- 1994 : Joyeux Noël (Mixed Nuts) : Susan
- 1998 : Une famille à l'essai (Family Plan) : Lauren Osborne
- 1999 : Inspecteur Gadget (Inspector Gadget) : Dr. Brenda Bradford / Robo Brenda
- 2000 : Nostradamus : Lucy Hudson
- 2005 : Slingshot (en) : Emma
- 2007 : Cougar Club : Lulu
- 2009 : You : Kimberly
- 2014 : Killing Winston Jones[réf. nécessaire] : Devon

### Télévision
- 1991 : Dedicated to the One I Love (TV) : Kris
- 1994 : The Magic Flute (TV) (voix)
- 1994 : The Companion (TV) : Stacy
- 1996 : Au-delà du réel : L'aventure continue (saison 2, épisode 20) (TV ): Amy
- 1997 : Cœur de séductrice (Seduction in a Small Town)  (TV) : Sandy Barlow
- 1997 : Jitters (TV) : Rita Domino
- 1998 : La Proie du collectionneur (Perfect Prey) (TV) : Elizabeth Crane
- 1998 : Icebergs: The Secret Life of a Refrigerator (TV)
- 1998 : In the Loop (série télévisée)
- 1998 : Parasite mortel (Thirst) (TV) : Susan Miller
- 1999 : Au secours, papa divorce (Coming Unglued) (TV) : Laura Hartwood
- 1999 : Kidnapped in Paradise (TV) : Beth Emerson
- 2000 : Normal, Ohio (série télévisée) : Pamela Theresa Gamble-Miller
- 2002 : Baby Bob (en) (série télévisée) : Lizzy Collins Spencer
- 2003-2005 : Méthode Zoé (Wild Card) (série télévisée) : Zoé Busiek
- 2005 : Desperate Housewives (série télévisée) : Nina Fletcher (5 épisodes)
- 2006-2008 : Pour le meilleur et le pire (série télévisée) : Joy Stark
- 2011 : Les Sorciers de Waverly Place
- 2012 : L'Agence Cupidon  : Eve
- 2014 : La Veuve noire (Fatal Acquittal) (TV) : Cassidy Miller
- 2014-2016 : C'est moi le chef ! : Wendi